# Hans Erik Falhem
Hans Erik Falhem, född 25 februari 1832 i Stora Kopparbergs församling, Kopparbergs län, död där 9 augusti 1911, var en svensk bergsman och riksdagsman.
Falhem var sonson till bergsmannen Erik Falhem och son till bruksägaren Erik Eriksson Falhem.
Hans Erik Falhem genomgick Falu bergsskola 1855–1856 och blev därefter bergsman och bruksägare på Norslund i Falun. Han var också regementsintendent vid Dalregementet en tid. Han var riksdagsman i borgarståndet för Falu bergslags valdistrikt vid riksdagarna 1862/63 och 1865/66.